# Pornografia

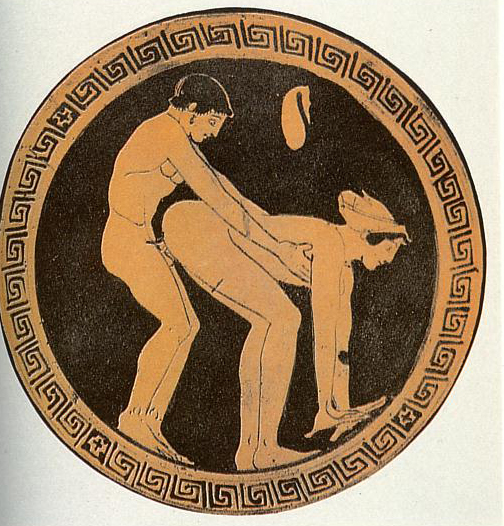
Cliente e prostituta in una illustrazione greca

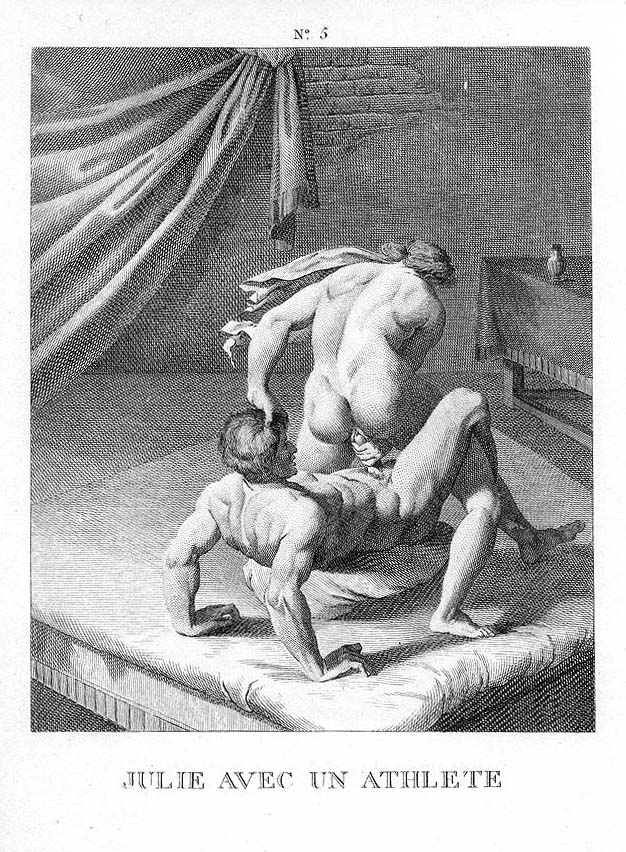
Rapporto sessuale di Julie e un atleta, disegno di Agostino Carracci

La pornografia (dal greco antico πόρνη?, pórnē, "prostituta" e γραφή, graphḗ, "disegno, scritto, documento" e quindi letteralmente "scrivere riguardo" o "disegnare" prostitute) è la raffigurazione esplicita di soggetti erotici e sessuali effettuata in diverse forme: letteraria, pittorica, cinematografica e fotografica.

## Definizione
Il termine "pornografia" è di recente formazione: nella forma a noi nota è attribuibile a Restif de la Bretonne, che introdusse il termine nella pubblicistica moderna con il saggio Le pornographe (1769), un trattato sul progetto di riforma e di regolamentazione statale della prostituzione. Il termine ha iniziato a essere impiegato con questo significato agli inizi del XIX secolo, per poi diffondersi nei decenni successivi allo scopo di distinguerla dal concetto di arte.
Ogni essere umano ha normalmente delle fantasie erotiche, cioè usa l'immaginazione per rappresentarsi delle scene eccitanti eroticamente, senza altro scopo che l'eccitazione in sé: la pornografia è la visione di queste fantasie in immagini, disegni, scritti, oggetti o altre produzioni. Poiché molte persone hanno fantasie erotiche simili, di solito il materiale pornografico prodotto da un singolo, con le scene della sua immaginazione erotica, risulta eccitante anche per molti altri. Sebbene la pornografia sia stata usata anche come semplice ingrediente di opere artistiche più articolate, il suo fine principale è quello di indurre uno stato di eccitazione sessuale della persona.
Da sempre si è dibattuto sul mutevole confine tra arte, erotismo e pornografia, che generalmente negli ordinamenti giuridici occidentali non è considerata illegale, ma in determinati contesti è (o è stata) soggetta a censura e ne viene vietata la visione (in particolare a minorenni).

## Storia
La pornografia intesa come raffigurazione di situazioni erotiche o scene di sesso ha origini molto antiche: forme di rappresentazione esplicita di atti sessuali sono testimoniate presso la maggior parte delle civiltà della storia ma non è chiaro se l'importanza relativa della pornografia sia correlata con il "grado di civiltà" di un popolo.
Certamente la pornografia intesa nel senso corrente è un fenomeno moderno, nato come detto precedentemente agli inizi del XIX secolo; nell'esaminare la storia di questo fenomeno occorre estendere l'accezione di pornografia e intendere qualsiasi genere di rappresentazione esplicita di atti sessuali, nudità e così via; tenendo però presente che, al di fuori di alcuni casi, non sempre è ipotizzabile che tale rappresentazione avesse lo scopo di provocare eccitazione nell'osservatore. Le donne nude e le attività sessuali sono descritte in maniera minuziosa nell'arte paleolitica (vedi ad esempio la Venere di Willendorf); tuttavia non è sicuro che lo scopo di tali opere fosse il risveglio sessuale, dato che tali immagini possono avere preferibilmente un'importanza spirituale.
Relativamente all'epoca romana, a Pompei sono tuttora in perfetto stato di conservazione i lupanari, case chiuse sulle cui pareti sono ancora presenti rappresentazioni pornografiche. Inoltre sono state recentemente notate raffigurazioni degli organi sessuali maschili e femminili eseguite in alcune strade: per gli organi femminili era segno che la strada in cui ci si trovava era frequentata da prostitute; per l'organo sessuale maschile invece il discorso è diverso: ve ne erano moltissimi scolpiti o disegnati per le vie di Roma. Infatti l'organo maschile eretto era un simbolo portafortuna, da cui è derivato il nostro cornino di corallo. Una particolare sezione del Museo archeologico nazionale di Napoli (vietata ai minori di quattordici anni non accompagnati) contiene tutto quello che di pornografico è stato trovato negli scavi archeologici di Pompei: statue, affreschi, suppellettili e anche giocattoli erotici, che ci fanno supporre che all'epoca questo tipo di raffigurazioni fossero comunemente diffuse. Come ulteriore conferma di ciò, nell'aprile del 2005 alcuni archeologi della Germania hanno notato un grosso disegno, di circa 7 000 anni fa, raffigurante un uomo che si piega sopra una donna nel tentativo di veder soddisfatte le proprie richieste sessuali.
Per molto tempo la pornografia è diventata bersaglio di lazzi e gag umoristiche o satiriche, tanto che nel 1920 furono pubblicati negli Stati Uniti d'America alcuni fumetti d'impronta comica che prendevano bonariamente in giro il mondo della pornografia. Il titolo era le bibbie di Tijuana. Nella seconda metà del XX secolo la pornografia si è evoluta negli USA grazie ad alcune riviste specializzate per soli uomini, quali ad esempio Playboy e Uomo moderno (entrambe fondate nel 1950). Questi periodici hanno ritratto donne famose completamente nude. Dal 1960 in poi queste riviste hanno cercato una forma di raffigurazione sessuale più esplicita. Tale ricerca è terminata negli anni novanta, quando erano ormai inseriti articoli e immagini riguardanti l'amore lesbico, l'omosessualità, il sesso di gruppo e il feticismo sessuale.

## Forme

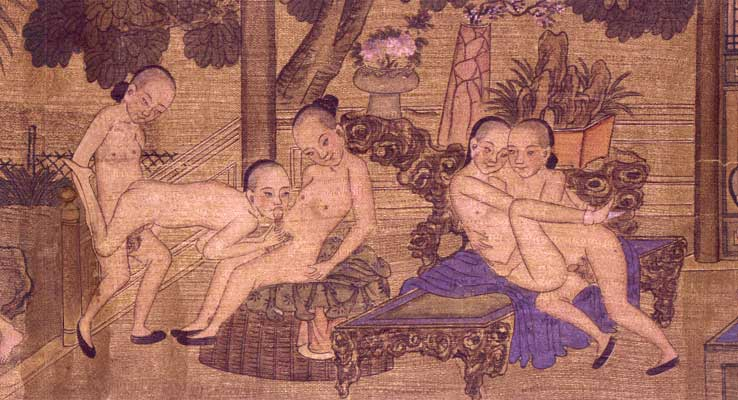
Rappresentazione pornografica cinese

### Stampa
Le forme più diffuse della pornografia sono fotografie che ritraggono persone in atteggiamenti sessuali espliciti, immagini di rapporti sessuali eterosessuali o omosessuali con due, tre o più persone coinvolte.
La stampa dedicata alla pornografia è un mercato composto da centinaia di pubblicazioni periodiche, come ad esempio Penthouse, Hustler, Private e altre. Altre riviste sono in forma di fotoromanzo porno.
Pubblicazioni di notevole successo commerciale sono i fumetti porno che in Italia e Giappone sono disegnati da fumettisti di fama mondiale. Fra i maggiori autori italiani in questo campo troviamo Guido Crepax, Milo Manara e Giovanna Casotto.

### Cinema
La pornografia come genere cinematografico ha sempre trovato ostacoli nelle legislazioni di diversi Stati.

### Letteratura, musica e arte
Esistono forme artistiche con contenuti erotici da alcuni assimilate alla pornografia in letteratura (valgano per tutti gli esempi di La chiave dello scrittore giapponese Junichiro Tanizaki, tutta la bibliografia del Marchese de Sade e la letteratura popolare inglese che ha preceduto il romanzo Moll Flanders di Daniel Defoe), nei fumetti (che può assumere denominazioni diverse di paese in paese), nell'arte (La Fornarina di Raffaello), nella poesia (Catullo, Marziale, Tibullo, Properzio, Ovidio, Gabriele D'Annunzio e il "divino" Aretino) e nella musica (ad esempio, il brano allora giudicato scandaloso Je t'aime... moi non plus di Serge Gainsbourg e Jane Birkin).
Nella pittura e nella fotografia numerosissimi sono i casi di nudità al confine con la pornografia.

## Internet
La grande disponibilità di pubblico e l'economicità del mezzo rendono internet un mezzo molto usato per la distribuzione e la fruizione di materiali a contenuto pornografico. Di fatto con l'avvento di internet, soprattutto per la diffusione di sistemi quali il file sharing (condivisione di file) e video sharing (condivisione di video), la pornografia è divenuta immediatamente e anonimamente disponibile ovunque e per chiunque. L'ultima conseguenza di questo fenomeno ha innanzitutto mitigato il generico sentimento di condanna di fronte a questa forma espressiva, mentre dall'altro ha agevolato l'esplosione o larghissima diffusione di fenomeni quali il genere "amatoriale", consistente nella realizzazione di foto e video di carattere porno-erotico ritraente persone comuni (spesso gli stessi soggetti autori del prodotto). Oltre al file sharing, altro canale principale di distribuzione della pornografia via internet è rappresentato dai siti a pagamento, un'attività sempre più lucrosa per i produttori di materiale professionale che stanno privilegiando il web ai canali di distribuzione classici quali edicole, videoteche e sexy shop.
Grazie alla rete si sta sempre di più affermando quello che alcuni autori definiscono neoporn, mentre vanno diffondendosi il flashgame per adulti, ovvero giochi elettronici, le cui situazioni (pur variando dalla commedia alla fantasia) mantengono un carattere dichiaratamente pornografico. Grazie alla divulgazione di spettacoli a pagamento e no, attraverso la trasmissione in webcam (molto diffusa in tutto il web), si dà la possibilità di assistere a spettacoli porno e comunicare via chat con chi si sta esibendo in quel momento. 
Le persone che soffrono di disturbo da deficit di attenzione/iperattività hanno maggiori probabilità di cadere nell'uso eccessivo di pornografia e altri comportamenti sessuali potenzialmente problematici.. È stata anche notata una correlazione tra disturbo da deficit di attenzione/iperattività e comportamenti sessuali come il tradimento.

## Censura
L'opportunità di censurare o meno le raffigurazioni pornografiche è da sempre all'origine di dibattiti etici e sociali. I favorevoli alla censura credono che un'azione legislativa più severa renderebbe la pornografia un fenomeno meno diffuso. I contrari alla censura sostengono che l'autodeterminazione dell'individuo non dovrebbe essere limitata per legge (fatti salvi i casi più aberranti). Inoltre, spesso, ciò che un tempo era considerato pornografico o scandalistico con le mutazioni dei costumi della società non è più considerato tale. Per esempio tratti del Decamerone di Giovanni Boccaccio, che fu addirittura inserito nell'Indice dei libri proibiti dalla Chiesa cattolica, e del romanzo di David Herbert Lawrence L'amante di Lady Chatterley, che fu considerato nell'anno in cui fu pubblicato (il 1928) osceno e offensivo al comune senso del pudore.
Una questione rilevante nel dibattito sulla censura riguarda il ruolo della pornografia nella trasmissione e nella riproduzione di forme di oppressione e violenza nei confronti della donna o di altre figure, e, in ogni caso, di un uso puramente mercantile del corpo umano. Uno degli aspetti maggiormente rimproverati alla pornografia è l'eccessivo utilizzo del sadismo.
In Giappone ad esempio, la legge non pone limiti al tipo di argomenti o di storie, ma proibisce di mostrare gli organi genitali al pubblico: per questo motivo nei film pornografici e nelle riviste, compresi anime e manga, i genitali sono censurati con vari artifici grafici.

## Femminismo

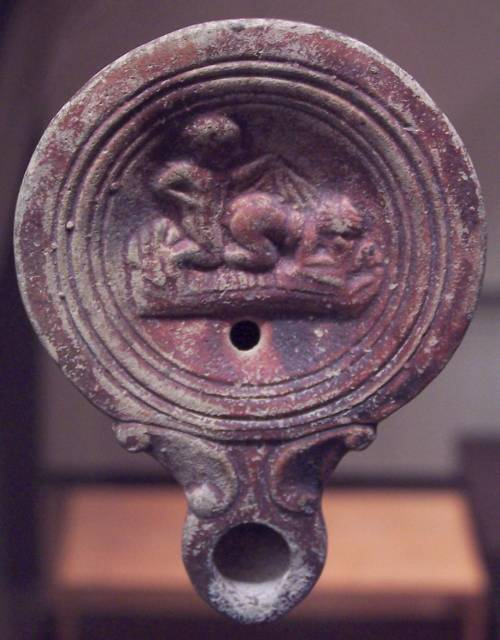
Lampada a olio di epoca romana raffigurante un rapporto sessuale

Nei movimenti femministi si individuano due posizioni contrapposte riguardo alla pornografia. Le femministe a essa favorevoli, come la sociologa della Northwestern University di Chicago Laura Kipnis, considerano la pornografia un aspetto positivo e cruciale della rivoluzione sessuale che ha portato alla liberazione della donna, contrariamente alla morale dei conservatori, che la vedono invece come oppressiva per le donne.
Invece secondo l'altra posizione, rappresentata soprattutto dalla giurista Catharine MacKinnon della University of Michigan Law School, la prospettiva "liberazionista" della pornografia è puramente illusoria: anzi essa, ponendo l'esposizione della sessualità della donna al centro del suo fuoco, la danneggia sotto vari aspetti: innanzitutto sostenendo una ecologia culturale sessista che si compiace di ridurla a oggetto e merce sessuale e di trasmetterne un'immagine degradata. In secondo luogo essa si rende spesso causa o concausa di danni a persone specifiche sia in fase di produzione (donne forzate a posare, o riprese senza loro reale consenso alla produzione o circolazione del materiale pornografico), sia dopo, attraverso le modalità della diffamazione o della molestia, o ancora fornendo una spinta verso l'aggressione sessuale in persone predisposte.
Per queste ragioni certi gruppi di femministe si sono spinte a boicottare alcune manifestazioni pornografiche, sia cinematografiche sia letterarie. La contestazione più curiosa è avvenuta a Napoli nel 2000: un gruppo di femministe battagliere ha scaraventato dei pomodori contro Tinto Brass, nonostante il fatto che il regista non si occupasse di pornografia, ma il suo genere di riferimento ascrivibile al softcore e più nello specifico ai film erotici.

## Pedopornografia e pornografia minorile
La pedopornografia è la pornografia in cui sono raffigurati soggetti in età pre-puberale. Si tratta dunque di materiale pornografico destinato a individui affetti da pedofilia, ossia la devianza sessuale che consiste nell'attrazione sessuale per i bambini. La pedopornografia viene tuttavia spesso erroneamente confusa con la pornografia minorile, ossia il materiale pornografico in cui sono coinvolti individui che, pur non avendo ancora raggiunto la maggiore età, hanno già subito le trasformazioni fisiche e mentali proprie della pubertà o che hanno comunque raggiunto l'età del consenso. Tale confusione nasce probabilmente dal fatto che in molte legislazioni viene considerata illegale e punita non solo la pedopornografia in quanto tale, ma più in generale qualsiasi forma di pornografia minorile, ossia la produzione, distribuzione e detenzione di materiale pornografico coinvolgente minori.
In Italia la detenzione, la diffusione e la produzione di pornografia minorile sono punite secondo gli articoli 600 e seguenti del codice penale. È da notare a questo proposito che in diversi ordinamenti è punita anche la produzione e successiva detenzione di materiale non destinato alla diffusione (cfr. l'eventuale caso di minori che riprendano volontariamente le proprie esperienze sessuali).
Bisogna tuttavia considerare che il raggiungimento della maggiore età è diverso da paese a paese (dai quattordici ai sedici anni ai diciassette, diciotto e ventuno, arrivando fino ai ventitré anni), ragion per cui è possibile che un prodotto pornografico coinvolgente attori diciottenni, perfettamente legale in un paese, sia illegale in un altro e viceversa. In altri casi la soglia di età per cui immagini di nudo o pornografiche venivano considerate pedopornografia è stata elevata a più riprese, per cui materiale legale e presente in commercio alcuni decenni prima è poi divenuto illegale (cfr. ad esempio il Regno Unito dove il Protection of Children Act del 1978 ha definito "bambini" tutte le persone sotto i sedici anni, modificato poi dal Sexual Offences Act del 2003 che ha alzato lo spartiacque fino ai diciotto anni). Allo stesso modo alcuni stati differenziano le età da cui sono permessi il semplice nudo, rispetto a quelle in cui sono permesse le rappresentazioni di atti sessuali espliciti.

## Religioni

### Secondo la Chiesa cattolica
La morale cattolica nei suoi fondamenti condanna la pornografia, considerata un atto che lede la dignità della persona degradandola. Ecco come si esprime al riguardo il Catechismo della Chiesa cattolica:
(Catechismo della Chiesa cattolica, n. 2354)

### Islam
Per l'Islam guardare pornografia costituisce un crimine contro Dio, in quanto comportamento peccaminoso (in arabo حرام‎?, ḥarām) e pratica sessuale illecita (in arabo زِنَاء‎?, zināʾ); secondo gli studiosi islamici causa ansia e disorientamento, portando un velo di oscurità sul viso e nel cuore.